# Lorde
Ne doit pas être confondu avec Audre Lorde.
Pour l’article ayant un titre homophone, voir Lord.
Ella Marija Lani Yelich-O'Connor, dite Lorde (prononcé /lɔɹd/), née le 7 novembre 1996 à Auckland (Nouvelle-Zélande), est une auteure-compositrice-interprète et productrice néozélando-croate.
S'inspirant de l'aristocratie pour son nom de scène, elle est connue pour son utilisation de styles musicaux non conventionnels et sa composition réfléchie. Née à Takapuna, dans la banlieue d’Auckland, et élevée à Devonport, ville voisine, Lorde a exprimé son intérêt à se produire dans les salles locales au début de son adolescence. Elle a signé avec Universal Music Group en 2009 et a collaboré avec le producteur Joel Little en 2011.
À seulement 12 ans, elle est repérée par le producteur Scott Maclachlan qui lui fait signer un contrat chez Universal. En 2013, Lorde sort son 1er album Pure Heroine. Porté par les singles Royals,Tennis Court, Team et Glory and Gore, l'album se classe numéro 1 dans une quinzaine de pays, la propulsant au rang de star planétaire. Elle reçoit le titre de « Meilleure artiste féminine internationale de l'année » aux Brit Awards le Grammy Award de la chanson de l'année pour Royals, ainsi que celui de la Meilleure performance pop solo en 2014. Elle sort son 2e album Melodrama le 16 juin 2017, lequel suscite de nombreux éloges et fait ses débuts à la première place du Billboard 200, aux États-Unis, en étant porté par les singles Green Light et Perfect Places.
La musique de Lorde est principalement électropop et contient des éléments de sous-genres tels que dream pop et indie-électro. Elle a reçu deux Grammy Awards, deux Brit Awards et une nomination au Golden Globes. Elle est apparue dans la liste des adolescents les plus influents de Time en 2013 et 2014, ainsi que dans l'édition 2014 de Forbes 30 Under 30. En plus de son travail solo, elle a co-écrit des chansons pour d'autres artistes, notamment Broods et Bleachers. En juin 2017, Lorde avait vendu plus de cinq millions d'albums dans le monde.

## Biographie

### Jeunesse
Ella Yelich-O'Connor (de son vrai nom) est née le 7 novembre 1996 à Takapuna, dans la région d'Auckland, en Nouvelle-Zélande. Elle a grandi entourée de ses 2 sœurs : Jerry et India (Indy), et de son frère : Angelo, ainsi que de son père : Vic O’Connor, un ingénieur civil d’origine irlandaise et de sa mère : Sonja Yelich, fille d'émigrants dalmates, et poète très connue en Nouvelle Zélande. À l'âge de cinq ans, elle a rejoint un groupe de théâtre et a développé des compétences de prise de parole en public. Dans son enfance, Lorde a fréquenté les écoles Vauxhall puis Belmont Intermediate School au début de son adolescence. Sa mère l’encouragea à lire divers genres que Lorde cita comme une influence lyrique. Plus précisément, elle cite le roman dystopique pour jeunes adultes Feed (2002) de M.T. Anderson ainsi que les auteurs J.D. Salinger, Raymond Carver et Janet Frame pour avoir influencé son écriture.
Son nom de scène est une féminisation du terme lord.

### Débuts de carrière (2009-2012)
En 2009, Lorde participe à un concours de talents en compagnie de son ami Louis McDonald à la Belmont Intermediate School. Le père de son camarade de classe envoie les reprises de la jeune fille à divers agents et c’est finalement Scott Maclachlan d’Universal qui la fera signer alors qu’elle n’a que 12 ans. L’année suivante, Lorde commencera à écrire avec l’aide d’autres auteurs. C’est avec Joel Little, également producteur, qu'elle enregistre à Auckland. En août de la même année, Lorde et McDonald ont participé à l'émission Afternoons de Jim Mora sur Radio New Zealand. Là, ils ont réalisé des reprises de Mama Do (Uh Oh, Uh Oh) de Pixie Lott et de Use Somebody de Kings of Leon. Le père de McDonald's a ensuite envoyé ses enregistrements du duo reprenant Mama Do et Warwick Avenue de Duffy à l'exécutif A & R de Universal Music Group (UMG), Scott Maclachlan. Maclachlan l'a ensuite signée chez UMG pour le développement. Lorde faisait également partie du groupe Extreme de Belmont Intermediate School; le groupe s'est classé troisième lors de la finale de la bataille des bandes du North Shore au Bruce Mason Centre, à Takapuna, à Auckland, le 18 novembre 2009. En 2010, Lorde et McDonald ont formé un duo intitulé Ella & Louis et se sont régulièrement produits en direct dans des lieux tels que des cafés à Auckland et le Victoria Theatre à Devonport. En 2011, UMG a engagé Frances Dickinson, coach vocal, pour lui donner des cours de chant deux fois par semaine pendant un an. Pendant ce temps, Maclachlan a tenté de s'associer à plusieurs producteurs et auteurs-compositeurs, mais sans succès. En commençant à écrire des chansons, elle a appris à « assembler des mots » en lisant des nouvelles.
Lorde interprète ses chansons originales pour la première fois au Victoria Theatre en novembre 2011. En décembre, Maclachlan a associé Lorde à Joel Little, auteur-compositeur, producteur de disques et ancien chanteur de Goodnight Nurse. Le couple a enregistré cinq chansons pour un EP (Extended Play) aux studios Little Age Golden Age à Morningside, Auckland, et a terminé dans les trois semaines. Tout en travaillant sur sa carrière musicale, elle a fréquenté le Takapuna Grammar School de 2010 à 2013, terminant l'année 12. Elle a ensuite choisi de ne pas revenir en 2014 pour assister à la treizième année.

### The Love Club EP &Pure Heroine(2013-2015)

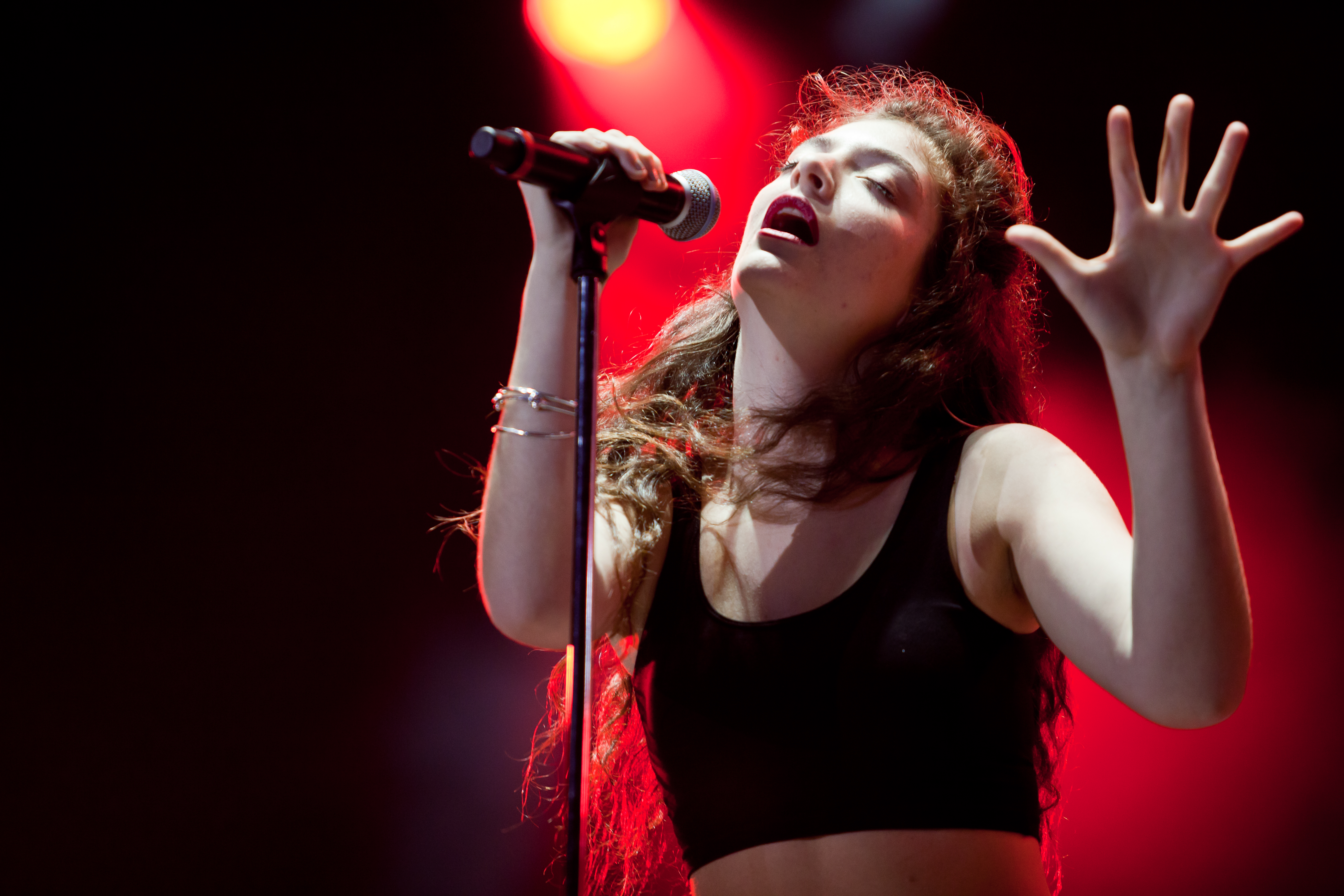
Lorde en 2014 au Lollapalooza

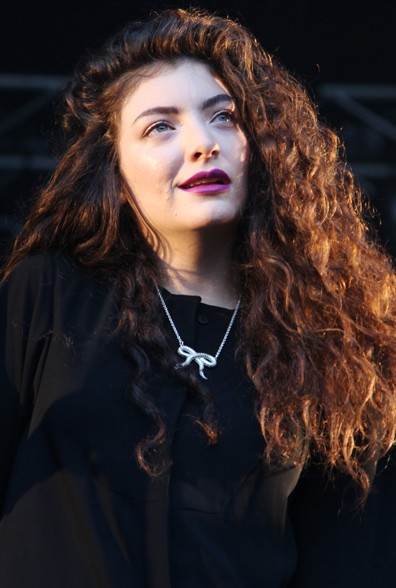
Lorde au Laneway Festival en 2014

Au bout de 3 ans de travail, Lorde met en ligne l’EP The Love Club sur SoundCloud en novembre 2012. Il sera téléchargé à plus de 60 000 reprises avant d’être commercialisé sur iTunes où il tient la pôle position du Top Albums néozélandais.
C’est sur ce 1er projet que l’on retrouve également la chanson Royals qui se hisse immédiatement en 1ère place des classements de singles.
Au Billboard Alternative Songs, elle décroche le record du plus long règne féminin en restant 5 semaines numéro 1.
Lorde est également la première Néozélandaise à être artiste principale au Billboard Hot 100 et au Royaume-Uni, elle est devenue la plus jeune artiste solo à obtenir un numéro 1. Un succès destiné à se répéter avec son 1er album : Pure Heroine, sorti le 27 septembre 2013, qui se classe numéro 1 en Australie et en Nouvelle-Zélande, ainsi que numéro 3 aux États-Unis. Une édition prolongée de l'album sortira le 13 décembre 2013.
Numéro 1 durant 9 semaines outre Atlantique, le titre Royals a séduit plus de 5 millions d'Américains, tandis que le single Team s'est hissé sur la 6ème marche du Billboard Hot 100. Lorde choisit le titre Glory And Gore pour continuer sur sa lancée. Au Royaume-Uni, c'est Tennis Court qui sera finalement envoyé aux radios. Il s'est classé à la première place des charts en Nouvelle-Zélande et à la 20e place au Canada.
Lorde interprète une reprise de la chanson Everybody Wants to Rule the World pour la bande originale du film Hunger Games : L'Embrasement et Yellow Flicker Beat pour celle de Hunger Games : La Révolte, partie 1, qui lui permet une nomination comme meilleure chanson originale aux Golden Globes 2015.
Elle remporte en 2014 le Grammy Awards de la meilleure chanson de l'année et le Grammy Awards de la meilleure performance pop. Elle reçoit également le International Female Solo Artist des BRIT Awards 2014.
En 2015, elle interprète le titre Magnets avec le duo Disclosure, dont le titre figure dans leur album : Caracal.

### Melodrama(2017-2020)
Lors des Brit Awards, Lorde a chanté Life on Mars? de David Bowie.
Le 2 mars 2017, elle sort son premier single, Green Light. Ce titre est très pop. Elle confirme travailler sur un nouvel album : Melodrama.  
Elle dévoile par la suite Liability, chanson inédite de son nouvel album. La chanson est qualifiée de « ballade envoûtante » par la presse, en effet le seul instrument de musique accompagnant la chanteuse étant le piano.
Le 11 mars 2017, Lorde interprète Green Light et Liability au Saturday Night Live. Elle chante également deux nouveaux titres : Sober et Sober II (Melodrama), lors d'un petit concert avant le Coachella Festival chez Pappy et Harriet le 14 avril.
Elle révèle la chanson Homemade Dynamite, lors de son concert au Coachella Festival le 17 avril. Durant ce concert, elle interprète plusieurs chansons figurant sur son album comme Sober, Sober II (Melodrama), Green Light et Liability avant d'interpréter d'anciennes chansons.
Lorde interprète Green Light au Billboard Music Awards le 21 mai.

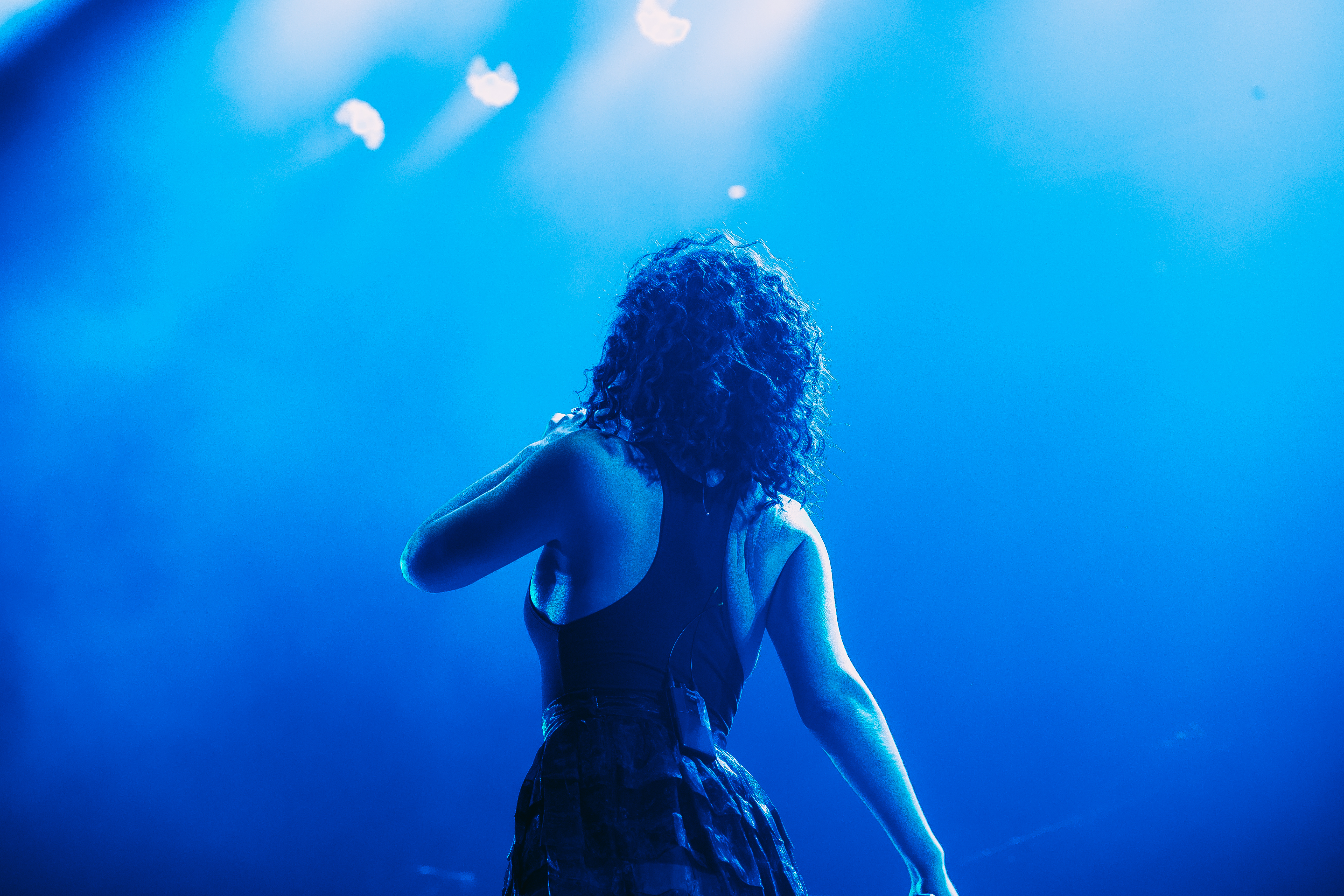
Lorde en 2017.

Le 15 juin , la veille de la sortie de l'album, elle était présente dans l'émission The Tonight Show pour interpréter le titre Perfect Places, le 2e single officiel de l'album.
Elle sort son album Melodrama le 16 juin 2017 à 2 heures du matin. Sur le site Metacritic.com, qui comptabilise les critiques de nombreux médias à travers la planète, Melodrama reçoit une note de 92 sur 100. Les publications NME, Entertainment Weekly et The Telegraph ont toutes donné une excellente note au 2e opus de la jeune artiste de 20 ans, « C’est un excellent album impoli » écrit la publication britannique, « introspectif sans être indulgent, exagéré de toutes les bonnes façons, honnête et brave, rempli de brillantes chansons avec des paroles que l’on prendra des mois à digérer ».
« Il y a une profondeur palpable de sentiments et de sens dans ses chansons, qui jouent à la fois sur des niveaux personnels et universels » mentionne The Telegraph, « elles sont livrées avec un dynamisme subtil et une imagination étourdissante. Elle est une bouffée d’air frais avec la puissance d’un ouragan ». Ayant étiqueté Melodrama comme « meilleure nouvelle musique », le traditionnellement sévère site Pitchfork.com a attribué une note de 8,8/10 à l’album. « Lorde capture les émotions comme personne, écrit le site. Son 2e album est une étude magistrale de ce que c’est qu’être une jeune femme. Un album pop lisse et humide rempli de chagrin et d’hédonisme, réalisé avec grand souci et sagesse »".[réf. nécessaire]

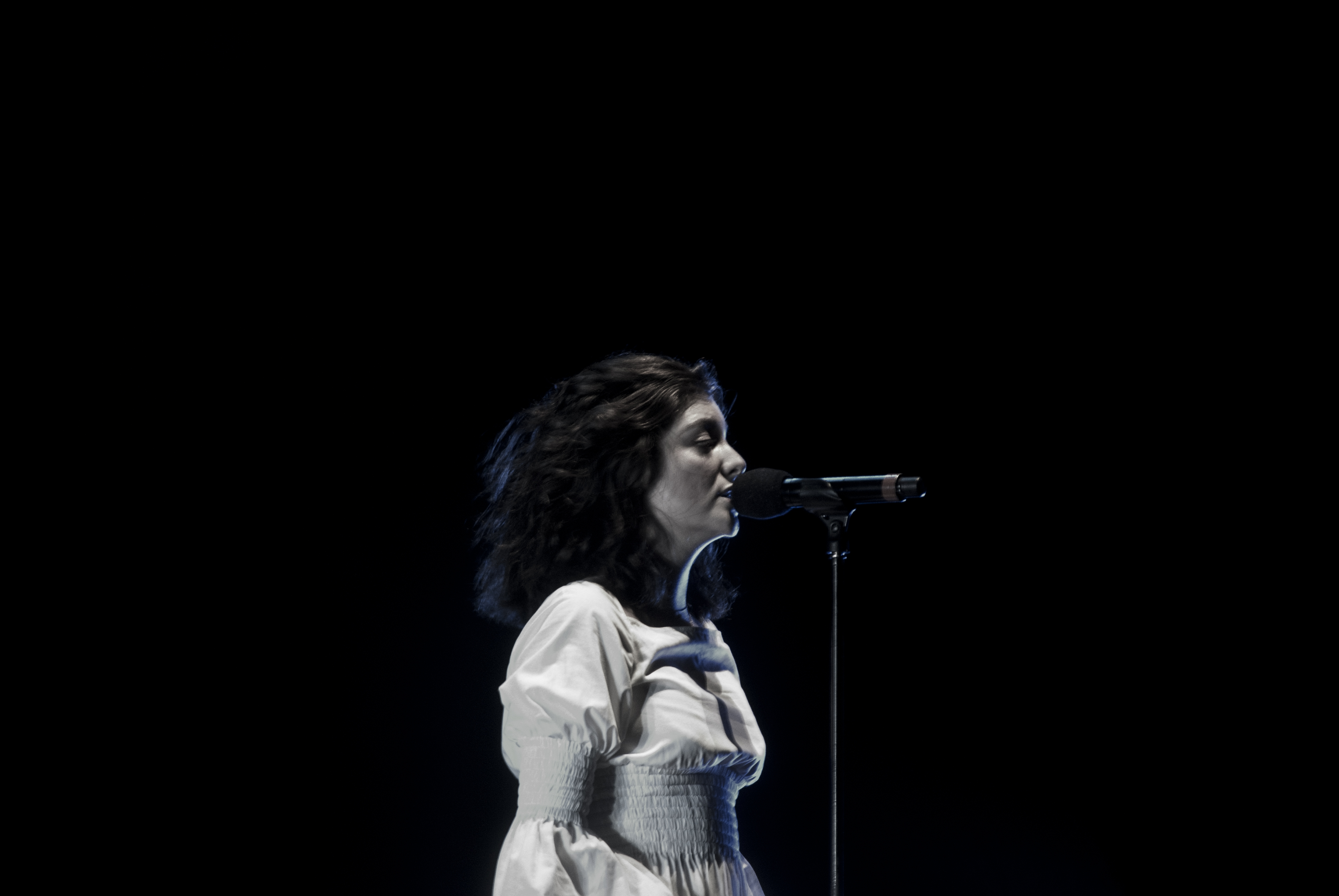
Lorde en 2017 à Osheaga.

Le 23 juin, Lorde est présente au Glastonbury Festival pour interpréter des nouvelles chansons de son album qui est sorti une semaine auparavant.
Le 30 juillet, Lorde fera une apparition au Fuji Rock Festival à Niigata, au Japon.
Le 3 août, Lorde est présente au Festival Lollapalooza à Chicago, mais son concert a été interrompu après 3 chansons à cause de la pluie.
Elle a annoncé par la suite sur Instagram qu'elle ferait une tournée mondiale, le Melodrama World Tour où elle ferait le tour du monde, en passant par l'Europe en octobre, et en retournant en Océanie, son continent natal, vers novembre. Elle réalise donc sa tournée mondiale du 26 septembre au 17 novembre 2017, avec 20 dates en Europe, 13 en Océanie, 32 en Amérique du Nord, 2 en Asie et 3 en Amérique du Sud (70 dates au total).
Le 2 novembre 2019, elle annonce sur Twitter qu'elle fait une pause dans sa carrière et reporte la sortie de son nouvel album après la mort de son chien Pearl. En 2021, le possible retour de la chanteuse est annoncé petit à petit (cf. ci-dessous).

### Solar Power (2021)
En mai 2021, Lorde a été annoncée comme performeuse pour le festival Primavera Sound de juin 2022, sa première performance en plus 2 ans. De plus, le 7 juin 2021, Lorde a posté une image sur son site web avec la légende solar power (vraisemblablement le titre du prochain single/album) et le message « arriving in 2021… Patience is a virtue » c'est-à-dire « arrive en 2021… la patience est une vertu ». Le producteur Jack Antonoff a reposté cette photo sur son compte instagram.

## Influences et style musical
Lorde a grandi en écoutant la chanteuse de jazz américain Billie Holiday, et les musiciens Sam Cooke, Etta James, Phil Collins et Otis Redding, que Lorde admire. Lorde a eu plein d'autres inspirations comme Lady Gaga, Lana Del Rey, Grace Jones, James Blake, Yeasayer, Bon Iver, Prince[réf. souhaitée], Paul Simon, Joni Mitchell et Kate Bush. Elle cite aussi le rappeur J. Cole.
Lorde indique qu'elle s'est inspirée des identités initialement cachées de Burial et The Weeknd, expliquant : « J'adore ces gens, comme si le mystère était plus intéressant ». Elle fait référence à sa mère comme étant une poète et la principale influence pour ses chansons.[réf. souhaitée]
La musique de Lorde est décrite comme pop alternative, indie pop, electropop, et indie-electro. De nombreux commentateurs notent également les influences du hip-hop et du R&B sur les chansons de Lorde. Jason Lipshutz de Billboard partage que ses œuvres comportent des ronflements de basse profonds, des boucles de lilting et des battements programmés. Paul Lester de The Guardian compare la musique de Lorde à celle de Sky Ferreira et de Lana Del Rey. [réf. souhaitée]
Lorde est alto ; cependant, sur le titre Royals, elle joue avec une gamme vocale mezzo-soprano. Lorde écrit sa musique vocalement et ne joue pas d'instruments de musique sur ses disques ou sur scène. Elle dit que son principal objectif est sa voix :  Je ne joue pas d'instruments, donc ma voix doit être le principal.  Evan Sawdey de PopMatters décrit la voix de Lorde comme étant unique et puissamment intrigante.[réf. souhaitée]
Lorde est synesthète et associe des stimulations chromatiques et auditives, ce qui influence son art.

## Discographie

### Singles
- 2013 : Royals
- 2013 : Tennis Court
- 2013 : Team
- 2014 : Glory and Gore
- 2014 : Yellow Flicker Beat
- 2017 : Green Light
- 2017 : Perfect Places
- 2017 : Homemade Dynamite (Remix) (featuring Khalid, Post Malone & SZA)
- 2021 : Solar Power
- 2021 : Stoned at the Nail Salon
- 2021 : Moon Ring
- 2021 : Fallen Fruit
- 2025 : What Was That
- 2025 : Man of the Year
- 2025 : Hammer

## Distinctions

### Récompenses
- MTV Europe Music Awards 2013 : meilleure artiste néo-zélandaise
- Grammy Awards 2014 :
  - Meilleure chanson de l'année pour Royals
  - Meilleure performance pop[24]
- Brit Awards 2014 : meilleure artiste féminine internationale de l'année
- MuchMusic Video Awards 2014 : meilleur clip international de l'année pour Royals
- Billboard Music Awards 2014 : meilleure chanson rock pour Royals

### Nominations
- Teen Choice Awards 2014 : meilleure chanson d'une artiste féminine pour Team
- World Music Awards 2014 :
  - Meilleur clip vidéo pour Team
  - Meilleure chanson pour Team
  - Meilleur clip vidéo pour Tennis Court
  - Meilleure chanson pour Tennis Court
- Critics' Choice Movie Award 2015 : meilleure chanson originale pour Yellow Flicker Beat pour le film Hunger Games : La Révolte, partie 1
- Golden Globes 2015 : meilleure chanson originale pour Yellow Flicker Beat pour le film Hunger Games : La Révolte, partie 1